# グウェネス・バトラー
グウェネス・バトラー（英語: Gweneth Leigh Butler、1915年6月1日 -）は、イギリス、ケンジントン出身のフィギュアスケート選手（女子シングル）。1936年ガルミッシュ・パルテンキルヘンオリンピックイギリス代表。

## 主な戦績
| 大会/年      | 1932-33 | 1934-35 | 1935-36 |
| ------------ | ------- | ------- | ------- |
| オリンピック |         |         | 棄権    |
| 世界選手権   |         | 5       | 5       |
| 欧州選手権   | 9       | 5       |         |